# Abdullah Çatlı
Abdullah Çatlı (né à Nevşehir en Anatolie centrale le 1er juin 1956 et mort à Susurluk le 3 novembre 1996), est un membre actif des Loups gris.
Inculpé par la justice turque à plusieurs reprises, notamment pour des meurtres perpétrés sur le sol turc ou à l'étranger (France, Suisse, etc.) contre des millitants du PKK ou encore de l'ASALA (une organisation clandestine nationaliste arménienne, considérée comme terroriste), il était également un agent du MIT (Millî İstihbarat Teşkilatı), les services de renseignement turcs.

## Biographie
Abdullah Çatlı est l'ainé d'une famille de cinq enfants (dont un frère, Zeki). Il grandit au cœur de l'Anatolie, à Nevşehir, jusqu'à sa majorité. Il quitte sa ville natale pour aller étudier l'université à Ankara, où il retrouve la jeunesse idéaliste qu'il a côtoyé durant ses années lycéennes à Nevşehir. Il gagnera en notoriété vis-à-vis des autres membres de l'association. En 1977, il sera président des Foyers idéalistes (Loups gris) basés à Ankara puis vice-président des Foyers idéalistes de Turquie le 25 mai 1978.

### Vie personnelle
Çatlı épouse Meral Aydoğan en 1974 avec qui il aura une fille nommée Gökçen qui étudiera en France à Poitiers à la fin des années 1970 avant de repartir en Turquie, et une autre nommé Selcen.

### Le massacre de Bahçelievler
Le soir du 8 octobre 1978, une opération est menée contre des étudiants du Parti des travailleurs de Turquie (TIP) par des éléments de contre-guérilla, formés de Loups Gris et dirigés par Abdullah Çatlı et Haluk Kırcı. Cinq dirigeants étudiants sont kidnappés dans leur appartement dans le quartier de Bahçelievler à Ankara, alors qu'ils regardent la télévision. Ils sont attachés les mains dans le dos, face contre terre, endormis à l'éther, puis assassinés de différentes façons. Deux autres étudiants du TIP, venus par hasard rendre visite aux précédents, sont enlevés et exécutés par balles dans un champ à quelques kilomètres de là.

### Affaire de Susurluk
Abdullah Çatlı est une des victimes de l'accident de voiture survenu le 3 novembre 1996 à Susurluk, petite ville située dans la province de Balıkesir. Sa mort met en lumière certains liens entre classe politique, forces de sécurité et mafia turque : l'affaire de Susurluk est un des scandales les plus marquants de cette période.

## Activités

### Inculpations en Turquie
Le 16 mars 1973, un piège est tendu aux étudiants de gauche de l'Université d'Istanbul. Durant la fusillade, des armes et des bombes type TNT avait été utilisées. Selon Ali Yurtaslan, un ancien président de l'Association de la jeunesse idéaliste (Ülkücü gençlik derneği), ce jour-là Abdullah Çatlı était à Istanbul et avait ramené environ 200 bombes type TNT. Quelques jours après lors de l'enquête, une bombe TNT était retrouvée dans le siège de MHP à Istanbul.
Il a été condamné par la justice turque pour avoir participé au meurtre du Docteur Bedrettin Cömert le 11 mars 1978 à Ankara, mais cette peine n'a pas pu être appliquée car Abdullah Çatlı s'était enfui en Allemagne avec son complice. D'après le rapport de la Direction Générale de la Police turc (Emniyet Genel Müdürlüğü) publié pour les événements de Susurluk, Abdullah Çatlı a été complice et commanditaire du meurtre de 7 personnes membres du Parti des travailleurs turcs (Türkiye Işçi Partisi) à Bahçelievler, le 9 novembre 1979.
D'après Ali Yurtaslan, la période où Abdullah Çatlı était à la tête de la section ülkücü, était la période des fusillades des cafés. En effet, dans les années 1980, les cafés fréquentés par les personnes de gauche étaient fusillés à partir d'une voiture. L'une des fusillades les plus meurtrières organisées par Abdullah Çatlı et sa section, était celle de Balgat (banlieue d'Ankara) où plusieurs cafés ont été fusillés. Ce qui a blessé 15 personnes et tué 5 autres.

### Activités hors Turquie
Il aurait rencontré le militant nationaliste-révolutionnaire italien Stefano Delle Chiaie à Miami en septembre 1982. Recherché pour trafic de drogue et de meurtre, il est mort le 3 novembre 1996 dans un accident de voiture, accompagné de sa compagne, Gonca Us, une ancienne reine de beauté devenue femme à tout faire de la Mafia et de Huseyin Kocadag, un haut responsable de la police qui commandait des unités antiguérilla. Le quatrième, Sedat Bucak, un chef de guerre kurde, dont la milice était financée par le gouvernement turc pour lutter contre la guérilla du PKK, a survécu. Çatlı avait sur lui des papiers diplomatiques spéciaux et des permis de port d'armes, ainsi que plusieurs cartes d'identité. L'accident a entraîné l'affaire Susurluk, durant laquelle le ministre de l'intérieur et plusieurs hauts responsables, dont le chef de la police d'Istanbul, durent démissionner. Çatlı était aussi très lié avec la mafia turque dans un trafic d'héroïne. À Rome, il affirme au juge en 1985 « qu’il avait été contacté par le service de renseignement ouest-allemand (BND), lequel lui aurait promis une somme d’argent rondelette s’il impliquait les services russes et bulgares dans l’attentat contre le pape ». Selon le colonel Alparslan Türkeş, fondateur des Loups gris, « Catli a coopéré dans le cadre d’un service secret travaillant pour le bien de l’État ».